# Mocka (läderkvalitet)

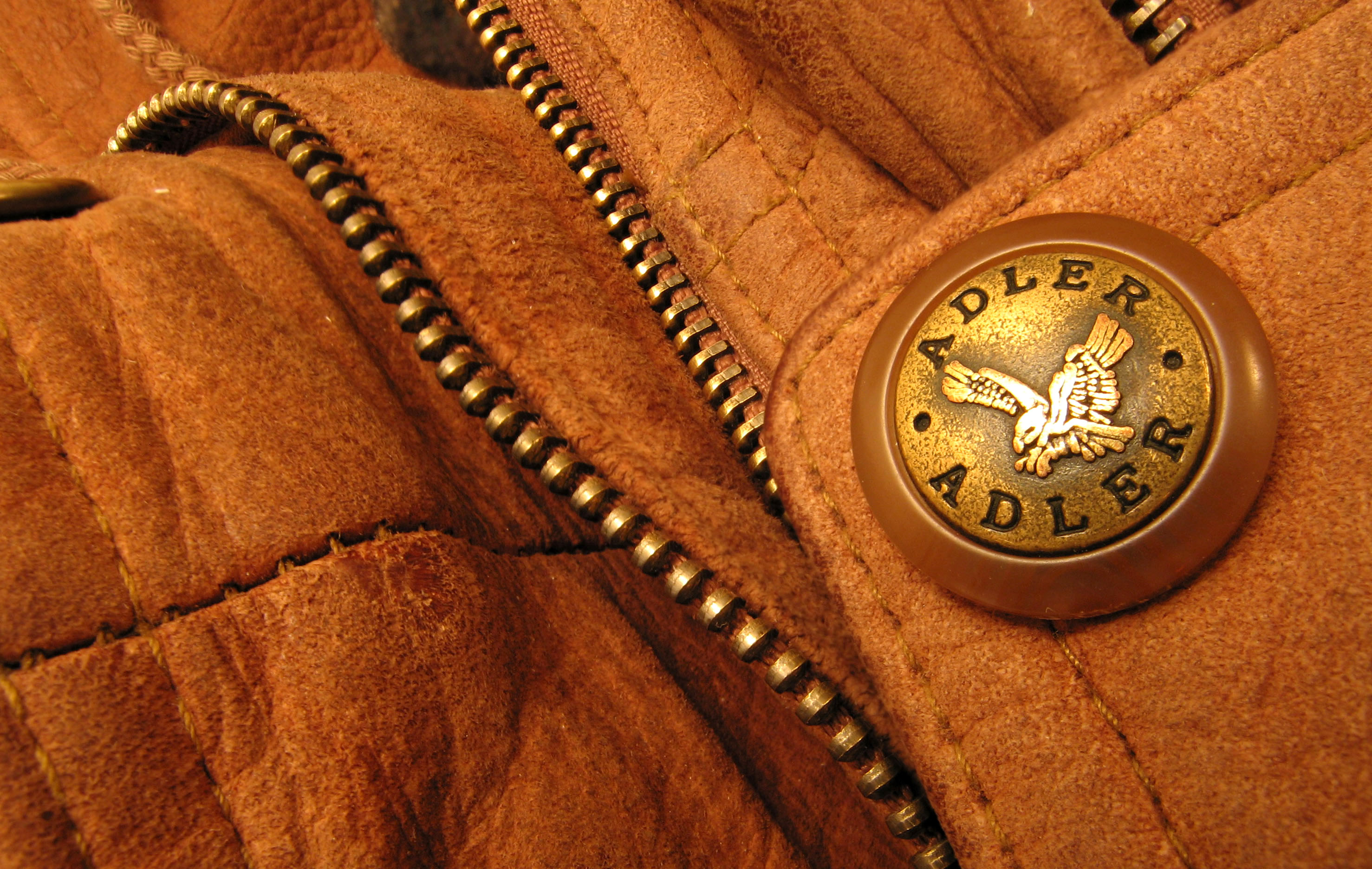
Mockajacka med knapp.

Mocka är en speciell läderkvalitet där köttsidan är den som är avsedd att synas utåt. Köttsidan har slipats för att få en sammetsliknande yta.
Mocka används till ytterkläder, accessoarer och skor men fordrar särskild omvårdnad för rengöring som begränsar användningsområdena. Kemtvätt och mekanisk rengöring med rågummi är alternativ. Mockaskor kan dock handtvättas under rinnande vatten med för ändamålet avsedda produkter. Detta innebär att mockaskor faktiskt är mycket lämpliga som vinterskor, då rengöringen av dessa är betydligt mindre tidskrävande än att putsa upp en vanlig skinnsko som angripits av salt etc.
Det svenska namnet härleds, liksom mockakaffe, från staden Mocka i Jemen.
På franska och engelska är denna sort av läder känd som suede, av franskans "gants de Suède", som betyder "svenska handskar".
Skinn som, i motsats till mocka, har tagits fram för att användas med narvsidan utåt kallas för nappa.